# 谷口璃成
谷口 璃成（たにぐち りっせい、2003年6月7日 - ）は、香川県高松市出身のプロサッカー選手。Jリーグ・ギラヴァンツ北九州所属。ポジションはゴールキーパー。

## 略歴
高松市立勝賀中学校在学中の2018年、ナショナルGKキャンプに参加。進学先の明秀日立高校では1年時に全国高等学校サッカー選手権大会に参加した。
2021年10月、2022年からのJ2リーグ・ファジアーノ岡山加入内定が発表された。明秀日立高校から直接プロ入りするのは、谷口が初となる。
2023年7月、JFLのレイラック滋賀FCへ育成型期限付き移籍。
2024年はギラヴァンツ北九州へ育成型期限付き移籍、2025年は完全移籍することとなった。3月20日、YBCルヴァンカップ1回戦、奇しくも元所属の岡山を相手とする試合でプロ公式戦初出場を果たし、チームの1-0勝利に貢献したものの、その後左第五中足骨骨折で同月28日に手術を受け全治約10週となる。

## 所属クラブ
- 香西SSS
- 高松市立勝賀中学校
- 明秀学園日立高等学校
- 2022年 - 2024年  ファジアーノ岡山
  - 2023年7月 - 12月  レイラック滋賀FC（育成型期限付き移籍）
  - 2024年  ギラヴァンツ北九州（育成型期限付き移籍）
- 2025年 -  ギラヴァンツ北九州

## 個人成績
| 国内大会個人成績 | 国内大会個人成績 | 国内大会個人成績 | 国内大会個人成績 | 国内大会個人成績 | 国内大会個人成績 | 国内大会個人成績 | 国内大会個人成績 | 国内大会個人成績 | 国内大会個人成績 | 国内大会個人成績 | 国内大会個人成績 |
| 年度             | クラブ           | 背番号           | リーグ           | リーグ戦         | リーグ戦         | リーグ杯         | リーグ杯         | オープン杯       | オープン杯       | 期間通算         | 期間通算         |
| 年度             | クラブ           | 背番号           | リーグ           | 出場             | 得点             | 出場             | 得点             | 出場             | 得点             | 出場             | 得点             |
| 日本             | 日本             | 日本             | 日本             | リーグ戦         | リーグ戦         | リーグ杯         | リーグ杯         | 天皇杯           | 天皇杯           | 期間通算         | 期間通算         |
| ---------------- | ---------------- | ---------------- | ---------------- | ---------------- | ---------------- | ---------------- | ---------------- | ---------------- | ---------------- | ---------------- | ---------------- |
| 2022             | 岡山             | 31               | J2               | 0                | 0                | -                | -                | 0                | 0                | 0                | 0                |
| 2023             | 岡山             | 31               | J2               | 0                | 0                | -                | -                | 0                | 0                | 0                | 0                |
| 2023             | 滋賀             | 31               | JFL              | 0                | 0                | -                | -                | -                | -                | 0                | 0                |
| 2024             | 北九州           | 39               | J3               | 0                | 0                | 0                | 0                | 0                | 0                | 0                | 0                |
| 2025             | 北九州           | 39               | J3               |                  |                  |                  |                  |                  |                  |                  |                  |
| 通算             | 日本             | 日本             | J2               | 0                | 0                | -                | -                | 0                | 0                | 0                | 0                |
| 通算             | 日本             | 日本             | J3               | 0                | 0                | 0                | 0                | 0                | 0                | 0                | 0                |
| 通算             | 日本             | 日本             | JFL              | 0                | 0                | -                | -                | -                | -                | 0                | 0                |
| 総通算           | 総通算           | 総通算           | 総通算           | 0                | 0                | 0                | 0                | 0                | 0                | 0                | 0                |

- Jリーグ初出場 - 2025年3月20日 YBCルヴァンカップ1回戦 vsファジアーノ岡山FC（ミクニワールドスタジアム北九州）